# Forêt de stèles

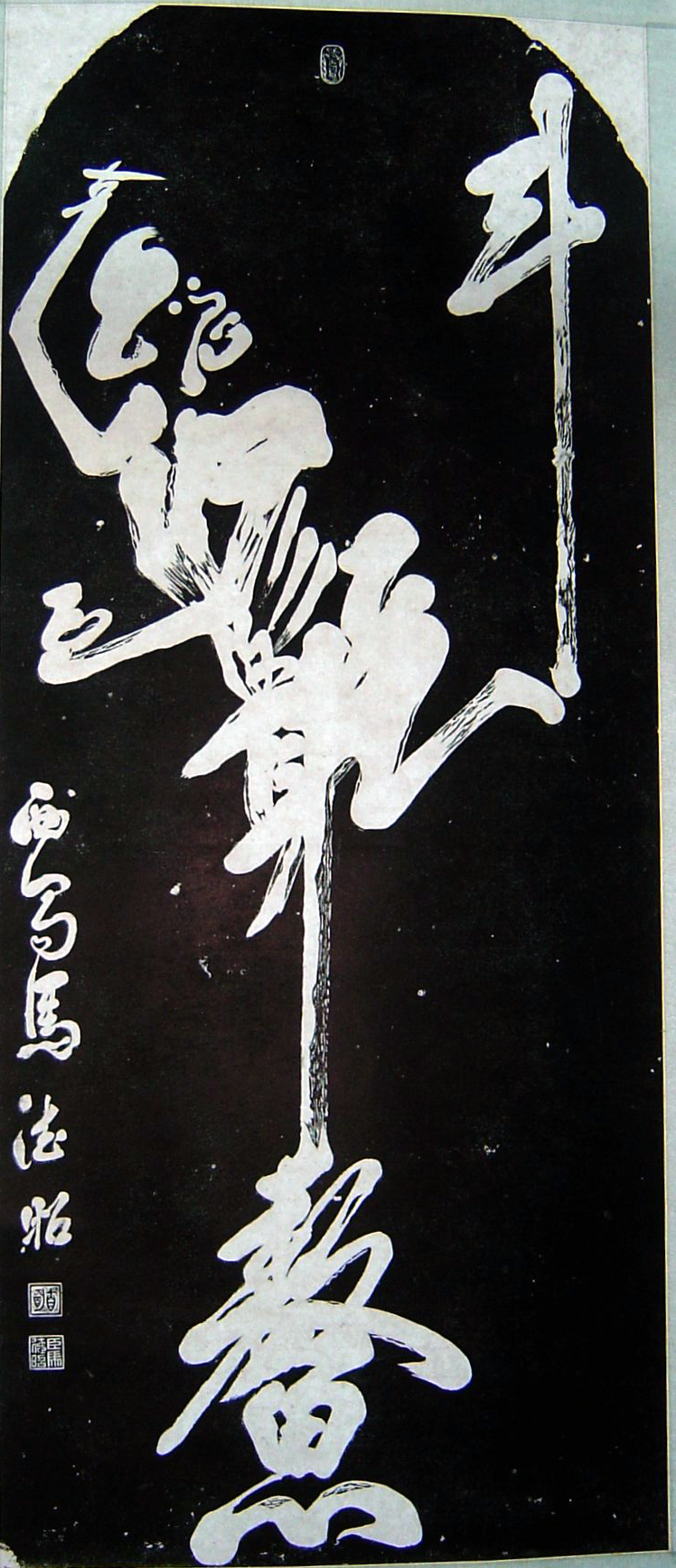
Une copie à l'encre d'une des stèles du musée, appelée le « dieu de la littérature montrant le godet ». Il représente les quatre vertus du Confucianisme et est constitué de sinogrammes. « Montrer le godet » est une expression qui signifie arriver premier aux examens impériaux.

La forêt de stèles, ou musée Beilin de Xi'an (chinois : 碑林 ; pinyin : Bēilín ; litt. « forêt de stèles »), est un musée d'histoire rassemblant des stèles et des sculptures de pierre principalement bouddhistes, situé à Xi'an, dans la province chinoise du Shaanxi.
Le musée est installé dans les bâtiments d'un temple confucianiste fondé au XIe siècle. En 1992, en raison du grand nombre de stèles présentes, il a été officiellement renommé « forêt de stèles ». Il y a au total 3 000 stèles dans le musée, réparties en sept salles d'exposition qui présentent principalement des travaux de calligraphie, des peintures et des documents historiques.

## Historique
La forêt de stèles a commencé à exister avec les stèles des Kaicheng Shi Jing (开成石经碑) et Shitai Xiao Jing (石台孝经碑), deux groupes de stèles gravées pendant la dynastie Tang et exposées au temple de Confucius de Chang'an. En 904, une armée rebelle a saccagé Chang'an et les stèles ont été évacuées vers l'intérieur de la ville. En 962, elles ont été replacées dans le temple de Confucius alors restauré. Pendant la dynastie Song (1087), une salle spéciale a été construite pour abriter et présenter ces deux groupes de stèles. Elle a été endommagée pendant le séisme de 1556 de Shaanxi, lors de la dynastie Ming.

## Stèles
Le musée abrite près de 3 000 stèles, ce qui représente la plus grande collection de ce type en Chine. La plupart date de la dynastie Tang. Les stèles portent les textes qui formaient le socle de l'enseignement sous la dynastie Han. Il est possible d'acheter des copies papier des stèles, réalisées par estampage à l'encre.
Parmi les stèles inhabituelles s'en trouve une du XVIIIe siècle qui représente un projet de contrôle des inondations dues au Yangzi Jiang. Une autre semble représenter un pied de bambou, mais en regardant plus en détail, on s'aperçoit que les feuilles et les branches forment un poème. La plus ancienne date de 175 (dynastie des Han orientaux).
La célèbre stèle nestorienne (大秦景教流行中国碑) a été transportée vers le musée en 1907, après que les autorités locales ont appris que l'aventurier danois Frits Holm était en ville pour « obtenir » le monument et le faire sortir du pays.
D'autres stèles présentes :
- Stèle de Cao Quan (曹全碑, dynastie Han)
- Stèle de Sima Fang (司马芳碑, dynastie Jin)
- Stèles des Kaicheng Shi Jing (开成石经碑, Classiques en pierre de Kaicheng (en)), dynastie Tang)

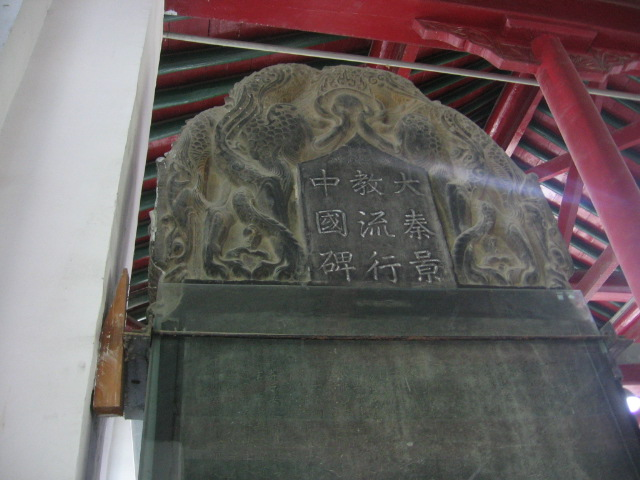
La stèle nestorienne
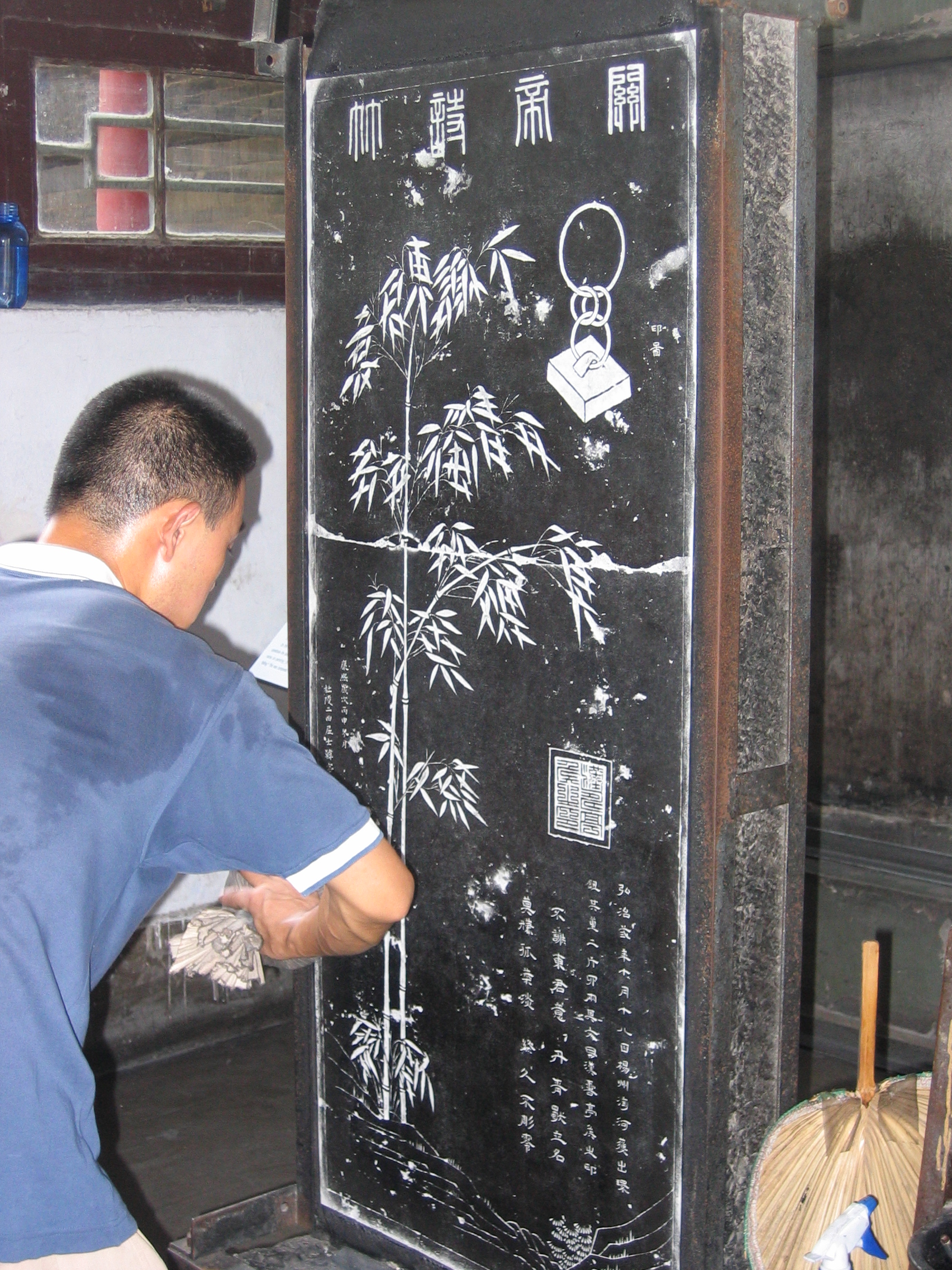
Reproduction calligraphique